# Toledo, Antioquia
Toledo este un municipiu din departamentul Antioquia, Columbia.